# Polymixis luteopicta
Polymixis luteopicta là một loài bướm đêm trong họ Noctuidae.